# أنجيل (مغنية)
أنجيل فان لايكن (من مواليد 3 ديسمبر 1995) مغنية وكاتبة أغاني ومغنية بلجيكية، معروفة باسمها الفني أنجيل كانت واحدة من أكبر المغنبات صعوداً عام 2018 في موسيقى البوب الفرنسية والبلجيكية، تحطمت الرقم القياسي لسروما لعدة أسابيع في أعلى قوائم الأغاني الفردية في بلجيكا مع أغنيتها الفردية 2018 "Tout oublier" التي تضم شقيقها روميو إلفيس.

## روابط خارجية
- أنجيل على موقع IMDb (الإنجليزية)
- أنجيل على موقع ألو سيني (الفرنسية)
- أنجيل على موقع ميوزك برينز (الإنجليزية)
- أنجيل على موقع أول ميوزيك (الإنجليزية)
- أنجيل على موقع ديسكوغز (الإنجليزية)
- أنجيل على موقع قاعدة بيانات الفيلم (الإنجليزية)